# Schwellenkorporation

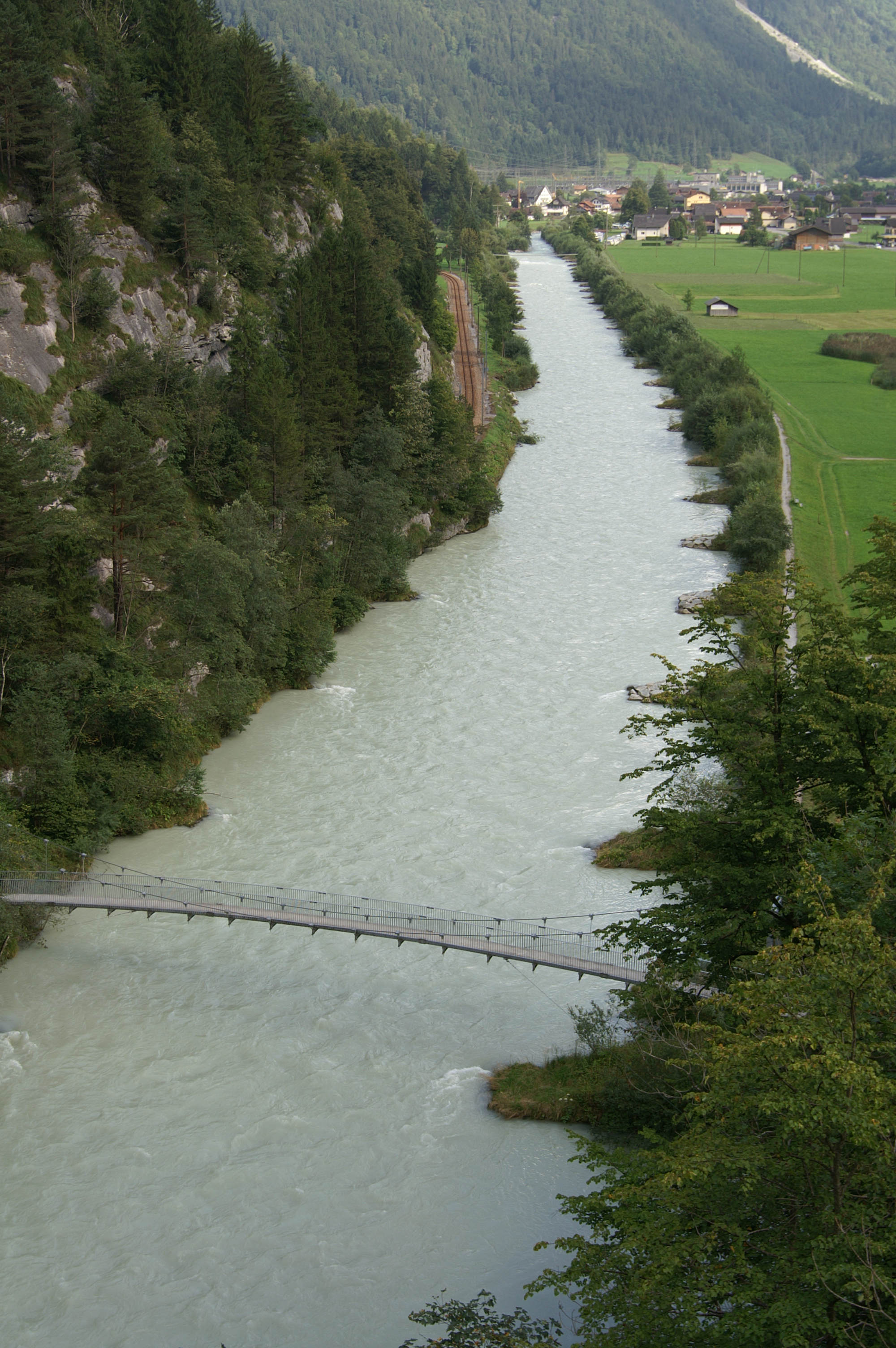
Die begradigte Aare vor Meiringen, deren Unterhalt bis Ende 2014 der Schwellenkorporation Innertkirchen unterstand

Die Schwellenkorporation ist eine Form von Körperschaft des öffentlichen Rechts im Kanton Bern, die dem Zweck des organisierten Hochwasserschutzes dient. Der Kanton Bern verfügt über 62 Schwellenkorporationen (Stand 2010). In anderen Kantonen werden ähnliche Korporationen als Wuhrkorporation oder Wuhrgenossenschaft bezeichnet.

## Zweck
Das Wasserbaugesetz des Kantons Bern auferlegt bestimmten Rechtssubjekten die sogenannte Wasserbaupflicht. Diese umfasst die Pflicht zum Unterhalt und zur Revitalisierung von Gewässern sowie zum aktiven Hochwasserschutz. Die Wasserbaupflicht an Fliessgewässern obliegt in erster Linie den Gemeinden. Die Gemeinden wiederum können die Wasserbaupflicht (nebst Wasserbauverbänden) an Schwellenkorporationen delegieren, die sich aus betroffenen Grundeigentümern zusammensetzen.
Grundstückbesitzer im Perimeter der Korporation haben eine jährliche Abgabe zu leisten, die Schwellentelle. Diese wird auf der Grundlage des amtlichen Werts der Immobilie und der Gefährdungslage festgelegt. Mit diesen Abgaben und Subventionszahlungen von Bund und Kanton werden die Wasserbaumassnahmen finanziert.

## Rechtliche Einordnung
Schwellenkorporationen sind Körperschaften des öffentlichen Rechts, genauer «gemeinderechtliche Körperschaften». Sie unterstehen dem Bernischen Gemeinde- und Wasserbaugesetz, wobei ersteres nur soweit anwendbar ist, wie letzteres keine abweichenden Vorschriften enthält. Ihnen kommt Rechtspersönlichkeit zu.